# Subsidenza termica
In geologia e geofisica, la subsidenza termica è un meccanismo di subsidenza in base al quale il raffreddamento conduttivo  del mantello terrestre porta all'ispessimento della litosfera, provocando così una diminuzione della sua elevazione. Il processo è collegato alla contrazione termica: quando il materiale del mantello si raffredda e diventa parte della più rigida litosfera, esso diventa più denso del materiale circostante. L'aggiunta di ulteriore materiale alla litosfera la rende ancora più densa, diminuendo la sua capacità di galleggiamento e conseguentemente la sua elevazione. Si crea così una depressione dove possono depositarsi i sedimenti, dando luogo alla formazione di un bacino sedimentario. 

## Cause
La subsidenza termica può instaurarsi ovunque vi sia un differenziale di temperatura tra una sezione della litosfera e l'ambiente circostante. Ci sono una serie di fattori che possono dare inizio al processo di subsidenza termica o influenzarlo anche nel corso della sua evoluzione.

## Delaminazione
Poiché sia processi endogeni che esogeni possono portare alla denudazione della superficie terrestre, ne consegue che sezioni più calde e profonde della litosfera si vengono a trovare esposte a differenze di peso e densità. Questo differenziale influisce sulla loro galleggiabilità idrostatica. Il sollevamento isostatico può ulteriormente esporre parti della litosfera al raffreddamento conduttivo, causando un fenomeno di innalzamento e abbassamento della crosta, in quanto gli strati meno densi di roccia vengono inizialmente sollevati; il successivo raffreddamento provoca la loro contrazione e il conseguente abbassamento.